# Lampertia
Lampertia là một chi nhện trong họ Thomisidae.